# Park Jang-sun
Park Jang-sun (kor. 박 장순; ur. 10 kwietnia 1968) – południowokoreański zapaśnik w stylu wolnym. Trzykrotny medalista olimpijski. Srebro w Seulu 1988, złoto w Barcelonie 1992 i ponownie srebro w Atlancie 1996. Startował w kategorii 68–74 kg.
Trzykrotny uczestnik mistrzostw świata. Zdobył złoty medal w 1993. Złoto na igrzyskach azjatyckich w 1990 i brąz w 1994. Mistrz Azji w 1996, drugi w 1993 i trzeci w 1989. Drugi w Pucharze Świata w 1991 roku.